# Bukoleon
Palača Bukoleon (grško starogrško Βουκολέων) je bila ena od bizantinskih palač v Konstantinoplu, sedanjem Carigradu. Turčija. Palača stoji na obali Marmarskega morja južno od hipodroma in vzhodno od Male Hagije Sofije.

## Imena
Najstarejše ime palače je bilo Hormisdas. Ime je dobila po sasanidskem perzijskem princu Hormizdu, tretjemu sinu kralja Hormizda II. in svaku kralja Šapurja II., ki je leta 323 pobegnil iz sasanidskega ujetništva v Konstantinopel  in dobil od cesarja Konstantina I. na razpolago palačo ob Marmarskem morju.
Ime Bukoleon je dobila verjetno sredi 6. stoletja pod Justinijanom I., ko je bilo pred njo zgrajeno majhno pristanišče. Pristanišče je zdaj zasuto. Po izročilu je stal v pristanišču kip bika-leva (grško βοῦς [boús] - bik in λέων [léon] - lev), iz katerega je nastalo ime Bukoleon. Palača se je imenovala tudi Hormizdova hiša in/ali Justinijanova hiša.

## Zgodovina
Palača Bukoleon je bila zgrajena verjetno v 5. stoletju med vladavino Teodozija II. Cesar Teofil jo je obnovil in razširil in dodal veliko pročelje na strani, obrnjeni proti morju. Leta 969 je cesar Nikefor II. Fokas zgradil obzidje. Bukoleon je ostal glavna palača bizantinskega dvora do 11. stoletja, ko so cesarji iz Komnenske dinanstije zgradili palačo Blaherne.
Bukoleon se je še vedno uporabljal za državniška srečanja, leta 1161 z rumskim sultanom Kilič Arslanom II. in leta  1171 z jeruzalemskim kraljem Amalrikom. Služil je tudi za verska srečanja, na primer za cerkveni zbor leta 1166, ki ga je sklical cesar Manuel I. Komnen.
V Bukoleonu so bile shranjene regalije bizantinskih cesarjev, v palačni kapeli pa svete relikvije. Vstop v kapelo je bil omejen, kaže pa, da je bila kljub temu cilj krščanskih romanj.

## Četrta križarska vojna
Med četrto križarsko vojno so Konstantinopel leta 1204  opustošili križarji iz zahodne Evrope. Palačo Bukoleon je zavzel Bonifacij Montferraški, ki je 
"prijezdil ob obali do palače Bukoleon. Palača se je vdala pod pogojem, da bo vsem stanovalcem prizanešeno. V Bukoleonu je bilo veliko visokih gospa, ki so zbežale v palačo. Med njimi sta bili tudi sestra francoskega kralja, ki je bila bizantinska cesarica, in sestra ogrskega kralja, ki je tudi bila cesarica. Zakladov, ki jih je našel v palači, se ne da opisati, ker so bili neizmerni." (Villehardouin)
Bonifacij Montferraški se je kasneje poročil s cesarico Margareto, hčerko ogrskega kralja Bele III. V Latinskem cesarstvu (1204–1261), ustanovljenem na ostankih Bizantinskega cesarstva, je bila palača Bukoleon rezidenca latinskih cesarjev. Po ponovni bizantinski osvojitvi Konstantinopla, ki je leta 1261 uspela Mihaelu VIII. Paleologu, se je cesarska rezidenca preselila v palačo Blaherne in palačni kompleks Bukoleon je začel propadati.
Ko je leta 1453 Konstantinopel osvojil osmanski sultan Mehmed II. Osvajalec, je palača še stala, vendar je že bila v slabem stanju. Po vstopu vanjo je sultan domnevo zrecitiral:
Pajek tke zavese
v palači cesarjev,
sova kliče straže
v stolpih Afrasiaba.

## Galerija
- Eden od kamnitih levov z vhoda v pristanišče Bukoleon; Arheološki muzej, Istanbul
- Notranjost palače
- Fragmenti palače;  Arheološki muzej, Istanbul